# Olympische Sommerspiele 1912/Reiten – Vielseitigkeit Mannschaft
Der Mannschaftswettbewerb im Vielseitigkeitsreiten bei den Olympischen Spielen 1912 wurde vom 13. bis 17. Juli ausgetragen. Hierzu wurden die Resultate aus dem Einzelwettbewerb addiert. Austragungsorte waren der Stockholms Fältrittklubb, Lindarängen und das Olympiastadion Stockholm.

## Ergebnisse
| Rang | Mannschaft                                   | Einzel             | Einzel             | Gesamt |
| Rang | Mannschaft                                   | Rang               | Punkte             | Punkte |
| ---- | -------------------------------------------- | ------------------ | ------------------ | ------ |
| 1    | Schweden                                     | Schweden           | Schweden           | 139,06 |
| 1    | Axel Nordlander auf Lady Artist              | 1                  | 46,59              | 139,06 |
| 1    | Nils Adlercreutz auf Atout                   | 4                  | 46,31              | 139,06 |
| 1    | Ernst Casparsson auf Irmelin                 | 5                  | 46,16              | 139,06 |
| 1    | Henric Horn af Åminne auf Omen               | 10                 | 45,85              | 139,06 |
| 2    | Deutsches Reich                              | Deutsches Reich    | Deutsches Reich    | 138,48 |
| 2    | Harry von Rochow auf Idealist                | 2                  | 46,42              | 138,48 |
| 2    | Richard von Schaesberg-Tannheim auf Grundsee | 5                  | 46,16              | 138,48 |
| 2    | Eduard von Lütcken auf Blue Boy              | 8                  | 45,90              | 138,48 |
| 2    | Carl von Moers auf May-Queen                 | 15                 | 44,43              | 138,48 |
| 3    | Vereinigte Staaten                           | Vereinigte Staaten | Vereinigte Staaten | 137,33 |
| 3    | Ben Lear auf Poppy                           | 7                  | 45,91              | 137,33 |
| 3    | Jack Montgomery auf Deceive                  | 9                  | 45,88              | 137,33 |
| 3    | Guy Henry auf Chiswell                       | 11                 | 45,54              | 137,33 |
| 3    | Ephraim Graham auf Connie                    | 12                 | 45,30              | 137,33 |
| 4    | Frankreich                                   | Frankreich         | Frankreich         | 136,77 |
| 4    | Jacques Cariou auf Cocotte                   | 3                  | 46,32              | 136,77 |
| 4    | Ernest Meyer auf Allons-y                    | 12                 | 45,30              | 136,77 |
| 4    | Gaston Seigner auf Dignité                   | 14                 | 45,15              | 136,77 |
| 4    | Pierre Dufour d’Astafort auf Castibalza      | 27                 | DNF                | 136,77 |
| —    | Belgien                                      | Belgien            | Belgien            | —      |
| —    | Gaston de Trannoy auf Capricieux             | 16                 | DNF                | —      |
| —    | Paul Convert auf La Sioute                   | 18                 | DNF                | —      |
| —    | Emmanuel de Blommaert auf Clonmore           | 24                 | DNF                | —      |
| —    | Guy Reyntiens auf Beau Soleil                | 24                 | DNF                | —      |
| —    | Dänemark                                     | Dänemark           | Dänemark           | —      |
| —    | Frode Kirkebjerg auf Dibbe-Lippe             | 20                 | DNF                | —      |
| —    | Carl Kraft auf Gorm                          | 21                 | DNF                | —      |
| —    | Carl Saunte auf Streg                        | 27                 | DNF                | —      |
| —    | Großbritannien                               | Großbritannien     | Großbritannien     | —      |
| —    | Paul Kenna auf Harmony                       | 17                 | DNF                | —      |
| —    | Edward Radcliffe-Nash auf The Flea           | 19                 | DNF                | —      |
| —    | Herbert Scott auf Wisper II                  | 21                 | DNF                | —      |
| —    | Bryan Lawrence auf Patrick                   | 23                 | DNF                | —      |